# Lancelot-Hyacinthe-Gabriel de Quatrebarbes
Pour les autres membres de la famille, voir Famille de Quatrebarbes.
Lancelot Hyacinthe Gabriel de Quatrebarbes, né le 17 septembre 1791 à Fribourg-en-Brisgau et mort le 9 novembre 1867 à Châtelain est un homme politique et un inspecteur des finances français.

## Carrière
Il est lieutenant de la compagnie de Louis Florent de Bonchamps, dans la 1re légion de l'Armée catholique et royale du Maine, commandée par Marin-Pierre Gaullier, pendant les Cent-Jours. Il effectue ensuite une carrière dans l'administration des finances : sous-inspecteur du trésor en 1816, il termine inspecteur général.
Il devient chevalier de la Légion d'honneur le 22 mai 1825, l'année d'une mission qu'il fait en Espagne. Il est promu officier de la Légion d'honneur le 24 septembre 1842. Il prend sa retraite en 1861, après 41 ans dans l'administration.
Domicilié officiellement à Châtelain, il en est longtemps maire, et conseiller général du canton de Bierné, qu'il occupe pendant le Second Empire après le refus de son cousin Hyacinthe de Quatrebarbes (1785-1857) de porter serment à Napoléon III. Bonapartiste, après avoir été Monarchiste, il est élu aux élections cantonales de 1852 dans la Mayenne, et conserve son siège jusqu'à sa mort.
Il était aussi propriétaire à Bierné, Fromentières, Château-Gontier, La Roë, et réside aussi à La Flèche. Il postule en vain pour être Commandeur de la Légion d'honneur en juin 1864

## Famille
Membre de la famille de Quatrebarbes, il est le fils d'Augustin Lancelot de Quatrebarbes, et de Félicité Auguste Gabrielle Bourdon de Grammont.
- Hyacinthe-René, comte de Quatrebarbes (1713-1794) ∞ Marie Anne Débonnaire
  - Hyacinthe-Charles-René, marquis (1759-1835)  ∞ Marie Leroy de La Potherie
  - Perrine (1761-1829) ∞  René Déan de Luigné
  - Augustin Lancelot (1763-1842) ∞ Félicité Auguste Gabrielle Bourdon de Gramont ∞ Louise des Hayes de Cosmes

Son père, capitaine de dragons est le fils de Hyacinthe-René, comte de Quatrebarbes, emprisonné et décédé à Château-Gontier le 9 mars 1794 et de Marie Anne Débonnaire. Sa première épouse est décédée en Allemagne lors de l'émigration, dont il a 5 enfants tous nés en Allemagne. Son père se remarie le 19 avril 1805 avec Louise des Hayes de Cosmes, dont il a 4 autres enfants. Son père vend après la Monarchie de Juillet, son hôtel particulier à Château-Gontier, et s'installe au Château de la Cour à Châtelain, où il décède le 24 octobre 1842. Sous le Premier Empire, le préfet nomme Augustin Lancelot en 1808 maire de Châtelain, et son frère Hyacinthe-Charles-René de Quatrebarbes est nommé au même moment maire d'Argenton-Notre-Dame. Il est désigné comme un des Grands notables du Premier Empire du département de la Mayenne.
- En gras, les vicomtes de Quatrebarbes ;

- Augustin Lancelot, vicomte de Quatrebarbes ∞ Félicité Auguste Gabrielle Bourdon de Gramont, dont :
  - Lancelot-Hyacinthe-Gabriel, vicomte de Quatrebarbes (1791-1867) ∞ Alexandrine Marie Roullet de la Blancherie
    - Lancelot, vicomte de Quatrebarbes (1826-1860), inspecteur des finances
    - Raoul Alexandre (1829-?), percepteur
    - Marie  ∞ Emmanuel de la Bouilerie, inspecteur général des finances et chevalier de la Légion d'honneur
    - Marguerite Charlotte Alphonsine Marie ∞ Louis-Gabriel Brunet de la Charie

  - Félicité Marie Claudine (1793-1824) ∞ Alphone Buttler O'Madden
  - Augustin Félix Marie[9] (1794-1864), baron de Quatrebarbes ∞ Augustine Clémence Thomas de Boismelet
  - Charlotte Claudine (1795-?) ∞ Théodore Auguste de Ravenel
  - Léopold Sophie Louis François[10] (1797-1872) ∞ Zoé de la Forêt d'Armaillé
- Augustin Lancelot, vicomte de Quatrebarbes ∞ Louise des Hayes de Cosmes, dont :
  - François Jules[11], dit Xavier[12] (1811-1874) ∞ Céleste Legouge du Plessis
  - François Jules ∞ Marie Perrine Le Faucheux
    - Marie-René-Yves, baron de Quatrebarbes (1847-1885), zouave pontifical ∞ Marie Henriette Julienne de la Taille des Essarts

  - Augustine Aurélie, dite Amicie[12] (1812-?)  ∞ Joseph Jean Chevallier

## Sources
- Martin Foucault, Documents sur Château-Gontier, première baronnie de la province d'Anjou, Chailland, 1883, p. 161
- Michel Denis, Les royalistes de la Mayenne, p. 47, 153 et 218
- Archives départementales de la Mayenne, IM 480
- Bernard Sonneck, Les Décorés de la Légion d'honneur de la Mayenne, Éditions Régionales de l'Ouest, 2007, volume 1, p. 295
- Nathalie Carré de Malberg, Michel Margairaz, Dictionnaire historique des inspecteurs des Finances 1801-2009 : Dictionnaire thématique et biographique, Institut de la gestion publique et du développement économique, 2014